# Viamão
Viamão és una ciutat de Rio Grande do Sul al Brasil. En grandària és el municipi més gran de la regió metropolitana de Porto Alegre i el setè més poblat de l'estat.